# Changing Light
Changing light est une œuvre de musique de chambre pour soprano et violon, puis baryton et violoncelle de la compositrice Kaija Saariaho composée en 2002.

## Contexte et création
L'œuvre est dédiée à Edna Michell. Elle fait usage du texte en hébreu Siddur shim Shalom, traduit en anglais par Jules Harlow. L'œuvre est créée à Helsinki le 11 septembre 2002 dans sa version pour soprano et violon par Deborah van Renterghem comme soprano et Edna Michell  au violon. La compositrice révise l'œuvre en 2019 pour en faire une version pour varyton et violoncelle.